# 亞庫斯區
10°00′46″S 76°25′45″W / 10.0128°S 76.4293°W
亞庫斯區（西班牙語：Distrito de Yacus），是秘魯的一個區，位於該國中部瓦努科大區的瓦努科省，始建於2000年5月5日，面積289.2平方公里，海拔高度1,894米，2005年人口6,065，人口密度每平方公里21人。